# Kakei
Kakei (japanska: 嘉慶?, Ka-kei), 1387–1389, är en kort period i den japanska tideräkningen, vid det delade Japans norra tron. Kakei infaller under södra tronens Genchū. Kejsare vid den norra tronen var Go-Komatsu och shogun var Ashikaga Yoshimitsu.